# Boloria natazhati
Boloria natazhati là một loài bướm ngày thuộc họ Nymphalidae. Nó được tìm thấy ở tây bắc Canada as far phía nam as miền bắc British Columbia.
Sải cánh dài 32–44 mm. Chúng bay từ giữa-tháng 6 đến tháng 7.
Ấu trùng có lẽ ăn các loài Dryas integrifolia.